# Da'Shawn Hand
Da'Shawn Hand (Filadelfia, 14 novembre 1995) è un giocatore di football americano statunitense che milita nel ruolo di defensive tackle per i Miami Dolphins della National Football League (NFL).

## Carriera

### Detroit Lions
Al college Hand giocò a football con gli Alabama Crimson Tide dal 2014 al 2017. Con essi vinse due campionati NCAA nel 2015 e nel 2017. Fu scelto nel corso del quarto giro (114º assoluto) del Draft NFL 2018 dai Detroit Lions. Debuttò come professionista nella gara del primo turno contro i New York Jets. Nella settimana 4 contro i Dallas Cowboys mise a segno il suo primo sack. Un altro lo fece registrare nel turno successivo contro i Green Bay Packers. Il 18 dicembre 2018 fu inserito in lista infortunati.
La seconda stagione fu segnata dagli infortuni per Hand. Nel training camp si infortunò a un gomito e saltò le prime sei gare della stagione regolare. Fece ritorno per due partite ma si infortunò a una caviglia nella settimana 9 e saltò le successive tre. Fece ritorno nella settimana 13 ma riaggravò il precedente infortunio e fu inserito in lista infortunati il 12 dicembre 2019.
Nel 2020 Hand fu relegato nel ruolo di riserva, giocando circa la metà degli snap difensivi e partendo come titolare solo una volta in dieci partite disputate. A inizio stagione saltò tre partite per un infortunio all'inguine e poi si infortunò alla caviglia nella settimana 14. Fu inserito in lista infortunati il 19 dicembre 2020.
Il 2 settembre 2021 Hand fu inserito in lista infortunati. Fu attivato il 30 ottobre ma tornò in lista infortunati il 23 novembre, chiudendo la sua stagione. Fu svincolato il 30 novembre.

### Indianapolis Colts
Il 21 dicembre 2021 Hand firmò con la squadra di allenamento degli Indianapolis Colts. Fu svincolato il 31 dicembre.

### Tennessee Titans
Il 5 gennaio 2022 Hand firmò con la squadra di allenamento dei Tennessee Titans. Il 15 febbraio 2022 firmò un nuovo contratto come riserva. Fu inserito in lista infortunati il 13 settembre 2022.

### Miami Dolphins
Il 6 agosto 2023 Hand ha firmato con i Miami Dolphins. Fu svincolato il 29 agosto 2023 e rifirmò con la squadra di allenamento il giorno successivo. Fu promosso nel roster attivo il 16 settembre. Nella settimana 11 contro i New York Jets mise a segno il suo primo sack dalla sua stagione da rookie.

## Palmarès
- PFWA All-Rookie Team - 2018